# Мартьянов, Юрий Андреевич
Юрий Андреевич Мартьянов  (2 февраля 1930 — 22 мая 2006, Санкт-Петербург) — советский хозяйственный, государственный и политический деятель, Герой Социалистического Труда.

## Биография
Родился в 1930 году в Тверской области. Член КПСС с 1960 года.
С 1954 года — на хозяйственной, общественной и политической работе. В 1954—1990 гг. — работник модельного цеха, бригадир комсомольско-молодежной бригады модельщиков производственного объединения «Невский завод» имени В. И. Ленина Министерства энергетического машиностроения СССР, лучший рационализатор Министерства энергетического машиностроения СССР 1980 года.
Указом Президиума Верховного Совета СССР от 11 марта 1981 года присвоено звание Героя Социалистического Труда с вручением ордена Ленина и золотой медали «Серп и Молот».
В течение 5 созывов избирался депутатом Ленинградского городского совета. Был членом городского и Невского районного комитетов КПСС; делегат XXIII съезда КПСС.
Жил в Санкт-Петербурге. Умер 22 мая 2006 года; похоронен на кладбище «Памяти жертв 9-го января».

## Награды
- Орден Трудового Красного Знамени (9.7.1966).
- Орден Октябрьской Революции (5.4.1971).
- Орден Трудовой Славы 3-й степени (21.4.1975).
- Золотая медаль «Серп и Молот» Героя Социалистического Труда и орден Ленина (11.3.1981).
- Медали.